# سلطانة بنت عبد العزيز آل سعود
سلطانة بنت عبد العزيز بنت عبد الرحمن آل سعود (ق. 1928 – 7 يوليو 2008).

## حياتها المبكرة
ولدت الأميرة سلطانة بنت عبد العزيز آل سعود حوالي عام 1928. وهي ابنة عبد العزيز آل سعود من زوجته الثانية عشرة، موضي. الأميرة سلطانة هي الأخت الشقيقة للراحل سطام، والراحل ماجد، والراحلة هيا.

## وفاتها
توفيت الأميرة سلطانة بنت عبد العزيز آل سعود في يوم الأثنين 4 رجب 1429هـ الموافق 7 يوليو 2008، عن عمر يناهز 80 عاماً، بعد مرض طويل. أقيمت جنازتها في يوم الثلاثاء 5 رجب 1429هـ الموافق 8 يوليو 2008 في جامع الإمام تركي بن عبد الله في الرياض. تم إرسال رسائل تعزية إلى الملك عبد الله بن عبد العزيز آل سعود والحكومة السعودية والعائلة المالكة السعودية من حمد بن عيسى آل خليفة ملك البحرين،  والشيخ حمد بن خليفة آل ثاني أمير دولة قطر السابع وابنه الشيخ تميم بن حمد آل ثاني.